# La mamá del 10
La mamá del 10 è una telenovela colombiana trasmessa su Caracol Televisión dal 26 febbraio all'8 giugno 2018.

## Trama
Tina Manotas è una donna che vive nel Pacifico colombiano e che, a causa delle sue condizioni economiche, decide di lasciare la sua città natale per trasferirsi a Bogotà per dare ai suoi figli stabilità economica e soddisfare tutti i desideri che hanno sempre desiderato; ma quando arriva nella capitale le cose non vanno bene, poiché il marito decide di lasciarla e non ha più possibilità di cercare soldi per le strade della città e quindi sopportare le necessità economiche dei suoi figli; Inoltre, Tina si rende conto che Víctor, il suo figlio più piccolo, ha molte potenzialità per il calcio e per questo fa grandi sacrifici fino a diventare un giocatore professionista. Col passare degli anni Víctor riesce a realizzare il suo sogno grazie al supporto incondizionato di sua madre e ora si prende cura di mantenere la promessa che ha fatto molto tempo fa e non si è riposato fino all'acquisto di un appartamento in una zona esclusiva della città; da dove sua madre fu umiliata anni fa dopo essere arrivata nella capitale.

## Personaggi
- Tina Manotas, interpretata da Karent Hinestroza
- Leonor Manrique, interpretata da Marcela Benjumea
- Coronel Agapito Dangond, interpretato da Diego Vásquez
- Edwin Toro, interpretato da Antonio Jiménez
- Policarpa "Polita" Toro, interpretata da Laura Rodríguez
- Yamile Yesenia "Yuya" Urrego, interpretata da Carolina López
- Yesenia Valencia as Lucellys Bermúdez, interpretata da Yesenia Valencia
- Pereíta, interpretato da Erick Cuéllar
- Deris, interpretata da Diana Isabel Acevedo

## Puntate
| Stagione       | Puntate | Prima TV Colombia | Prima TV Italia |
| -------------- | ------- | ----------------- | --------------- |
| Prima stagione | 68      | 2018              |                 |